# Моралес, Росальба
Росальба Моралес (исп. Rosalba Estela Morales del Águila; род. 14 ноября 1998, Картахена) — колумбийская спортсменка, тяжелоатлетка, призёр чемпионата мира 2022 года и чемпионка Южноамериканских игр 2022 года.

## Карьера
В 2022 году приняла участие в Южноамериканских играх, которые состоялись в столице Парагвая. В весовой категории до 55 кг она стала чемпионкой.
На чемпионате мира 2022 года в Боготе, в Колумбии в категории до 55 кг она заняла итоговое второе место по сумме двух упражнений с результатом 199 кг и завоевала малую серебряную медаль в упражнении «толчок» (110 кг).
В Саудовской Аравии, где состоялся Чемпионат мира по тяжёлой атлетике 2023 года, колумбийская спортсменка в категории до 55 кг завоевала малую бронзовую медаль чемпионата мира в толчке с результатом 110 кг. По итогам двух упражнений она заняла шестое место.